# Atlético Progresso Clube
El Atlético Progresso Clube es un club brasileño de fútbol de la ciudad de Mucajaí, en el estado de Roraima. Hasta la creación y filiación del Real de São Luiz do Anauá, era el único club profesional situado fuera de la capital  Boa Vista. Es también uno de los más antiguos equipos de fútbol del estado, antes mismo de Roraima pasar a ser Unidad de la Federación, en 1962.

## Competiciones nacionales
En 1995, Progreso disputó su primera competición oficial nacional, el Campeonato Brasileño de Serie C. Se quedó en el grupo 21 con Atlético Roraima y Baré, terminando en la 3ª posición, con 4 puntos ganados en 4 partidos.
Dos años después, el club disputó su segunda competencia oficial nacional, la Serie C  de 1997. Se quedó en un grupo con São Raimundo-AM, Baré y Ji-Paraná, terminando nuevamente en la 3ª posición, con 7 puntos ganados en 4 partidos, su mejor campaña en campeonatos nacionales, pero no obtuvo la clasificación a la próxima ronda.
En 2008, después de nueve años sin disputar una competición nacional, el club disputó el Campeonato Brasileño de Serie C. Se quedó en el grupo 2, con Remo, Cristal y Holanda, terminando su participación en 4º lugar, con 4 puntos en 6 partidos disputados. Terminó en la 59ª posición general entre los 63 clubes.
En 2011, después de 15 años seguidos disputando el Campeonato Roraimense, el Verdão de Mucajaí anunció que estaba se licenciando de la competición, a causa de problemas financieros.
El 27 de enero de 2018, el club anunció su regreso al Campeonato Roraimense, después de 7 años de ausencia.

## Campañas de destaque
- Subcampeón Roraimense: (2008).

## Desempeño em competiciones

### Campeonato Roraimense
| Año  | Posición |
| ---- | -------- |
| 1995 | 3º       |
| 1996 | 4º       |
| 1997 | 3º       |
| 1998 | 3º       |
| 1999 | 4º       |
| 2000 | 6º       |
| 2001 | 7º       |
| 2002 | 7º       |
| 2003 | 5º       |
| 2004 | 6º       |
| 2005 | 5º       |
| 2006 | 6º       |
| 2008 | 2º       |
| 2009 | 3º       |
| 2018 | 7º       |
| 2023 | 9º       |
| 2024 | 9º       |
| 2025 | 8º       |